# Directorio Revolucionario Estudiantil
Il Directorio Revolucionario Estudiantil è stato un gruppo studentesco politico e paramilitare cubano attivo inizialmente a Cuba durante gli anni '50 e in seguito negli USA durante il decennio successivo.

## Storia
Il gruppo fu fondato nel 1954 da alcuni studenti tra cui José Antonio Echeverría e Rolando Cubela Secades e fu attivo fino al 1957 nell'opposizione al regime di Fulgencio Batista giocando un ruolo fondamentale nella Rivoluzione cubana. 
Tra le azioni principali del gruppo si ricorda un doppio attacco ai centri nevraligici del potere del regime di Batista il 13 marzo 1957. Quel giorno un drappello di uomini cercò di attaccare il Palazzo presidenziale e contemporaneamente un'altra squadra attaccò la sede della radio nazionale. L'assalto al palazzo fu facilmente respinto ma la seconda azione ebbe maggiore successo e il DRE riuscì ad avere il controllo dell'emittente, anche se solo per alcuni minuti. Il breve lasso di tempo fu sufficiente per permettere ad Echeverría (che guidava personalmente l'operazione) di leggere un proclama alla nazione. Nonostante il parziale successo l'operazione si concluse in tragedia perché durante la fuga alcuni membri del gruppo (tra cui proprio il fondatore) furono uccisi dal fuoco delle forze governative.
Dopo la morte di Echeverría il gruppo perse la sua leadership e i suoi militanti iniziarono a confluire in massa nelle file del più vasto Movimento del 26 luglio per proseguire la lotta contro il regime di Batista. Dopo la vittoria nella rivoluzione gli ex affiliati del DRE entrarono presto in conflitto con Fidel Castro a causa delle diverse vedute politiche e nel 1960, con Castro già al potere, protestarono pubblicamente in occasione di una visita di Anastas Ivanovič Mikojan all'Università dell'Avana. A causa di questo furono espulsi dall'università e dovettero lasciare il paese, in risposta rifondarono il movimento in opposizione al governo e stabilirono la loro sede a Miami, negli Stati Uniti iniziando a fare propaganda anticastrista. Le attività contro il leader maximo attirarono l'interesse della CIA, che contattò il gruppo e lo abbracciò iniziando a sostenerlo politicamente e finanziariamente. 
Il 24 agosto 1962 il DRE portò a termine un attentato terroristico su una spiaggia di Miramar, dove tramite due imbarcazioni furono sparati sessanta colpi di cannone calibro 20 mm contro l'Hotel Rosita Hornedo, luogo in cui risiedevano alcuni consiglieri sovietici ospiti a Cuba. La struttura fu gravemente danneggiata ma non vi furono vittime. 
Nel 1963, grazie al sostegno della CIA il Directorio Revolucionario Estudiantil era diventato il più grande gruppo studentesco Anti-Castro di Miami e della Florida, accogliendo al suo interno file di immigrati cubani espulsi o fuggiti da Cuba.
Dopo l'omicidio di Kennedy nel 1963 il DRE iniziò a perdere il sostegno finanziario della CIA, in parte per i legami poco chiari di alcuni membri del gruppo con Lee Harvey Oswald e in parte per via del mutato scenario politico che aveva trasferito l'attenzione della politica estera americana da Cuba al sempre crescente impegno in Vietnam. 
Nel dicembre 1966 la CIA tagliò definitivamente i fondi al DRE e pertanto, privi del principale sponsor, il gruppo si sciose definitivamente.

## Legami con l'omicidio di John Fitzgerald Kennedy
Il DRE era attivo anche a New Orleans, il gruppo locale di attivisti ebbe contatti con Lee Harvey Oswald a metà del 1963, quando il futuro assassino approcciò Carlos Bringuier dicendo di voler entrare nel gruppo e di simpatizzare con i loro ideali. In seguito Oswald ebbe una lite con alcuni membri del gruppo quando venne visto fare propaganda castrista per le strade della città. Dopo la lite Oswald e alcuni membri del DRE furono intervistati da una emittente locale. Immediatamente in seguito all'assassinio di John Fitzgerald Kennedy avvenuto il 22 novembre 1963, il Directorio lanciò una campagna che affermava che Oswald aveva avuto contatti con il regime cubano. 